# Reserva Nacional de Paracas
Die Reserva Nacional de Paracas ist ein nationales Schutzgebiet in Südwest-Peru in der Region Ica. Es wurde am 25. September 1975 eingerichtet. Verwaltet wird es von der staatlichen Naturschutz-Agentur Servicio Nacional de Areas Naturales Protegidas por el Estado (SERNANP). Das Areal besitzt eine Fläche von 3350 km². Es wird in der IUCN-Kategorie VI als ein Schutzgebiet geführt, dessen Management der nachhaltigen Nutzung natürlicher Ökosysteme und Lebensräume dient. Es dient insbesondere der Erhaltung einer ariden, wüstenhaften Küstenlandschaft und damit einem Ökosystem bedrohter Pflanzen- und Tierarten. Seit 1992 ist es als Ramsar-Gebiet ausgewiesen.

## Lage
Das Schutzgebiet liegt in der Küstenwüste von Süd-Peru in den Distrikten Paracas (Provinz Pisco) und Salas (Provinz Ica). Es befindet sich 15 km südlich der Provinzhauptstadt Pisco. Das Schutzgebiet besitzt eine etwa 140 km lange Küstenlinie entlang der Pazifikküste und reicht etwa 16 km ins Landesinnere. Im Norden des Schutzgebietes befindet sich unweit der Kleinstadt Paracas die Paracas-Halbinsel, und die durch den Canal El Boquerón getrennte Isla San Gallán.

## Ökologie
Im Schutzgebiet wurden 216 verschiedene Vogelarten, 36 Säugetierarten, 10 Reptilienarten sowie 168 Fischarten gezählt. An der Küste kommt die Kammmuschel-Art Argopecten purpuratus vor. Zur Vogelwelt gehört der Chileflamingo (Phoenicopterus chilensis), der Humboldt-Pinguin (Spheniscus humboldti), der Garnot-Sturmvogel (Pelecanoides garnotii), die Inkaseeschwalbe (Larosterna inca) und der Andenkondor (Vultur gryphus). Außerdem kommen im Schutzgebiet vor: der Südamerikanische Seebär (Arctocephalus australis), die Mähnenrobbe (Otaria flavescens), der Küstenotter (Lontra felina), der Buckelwal (Megaptera novaeangliae), der Große Tümmler (Tursiops truncatus) und der Schwarzdelfin (Lagenorhynchus obscurus).

## Bilder von im Schutzgebiet vorkommenden Tieren

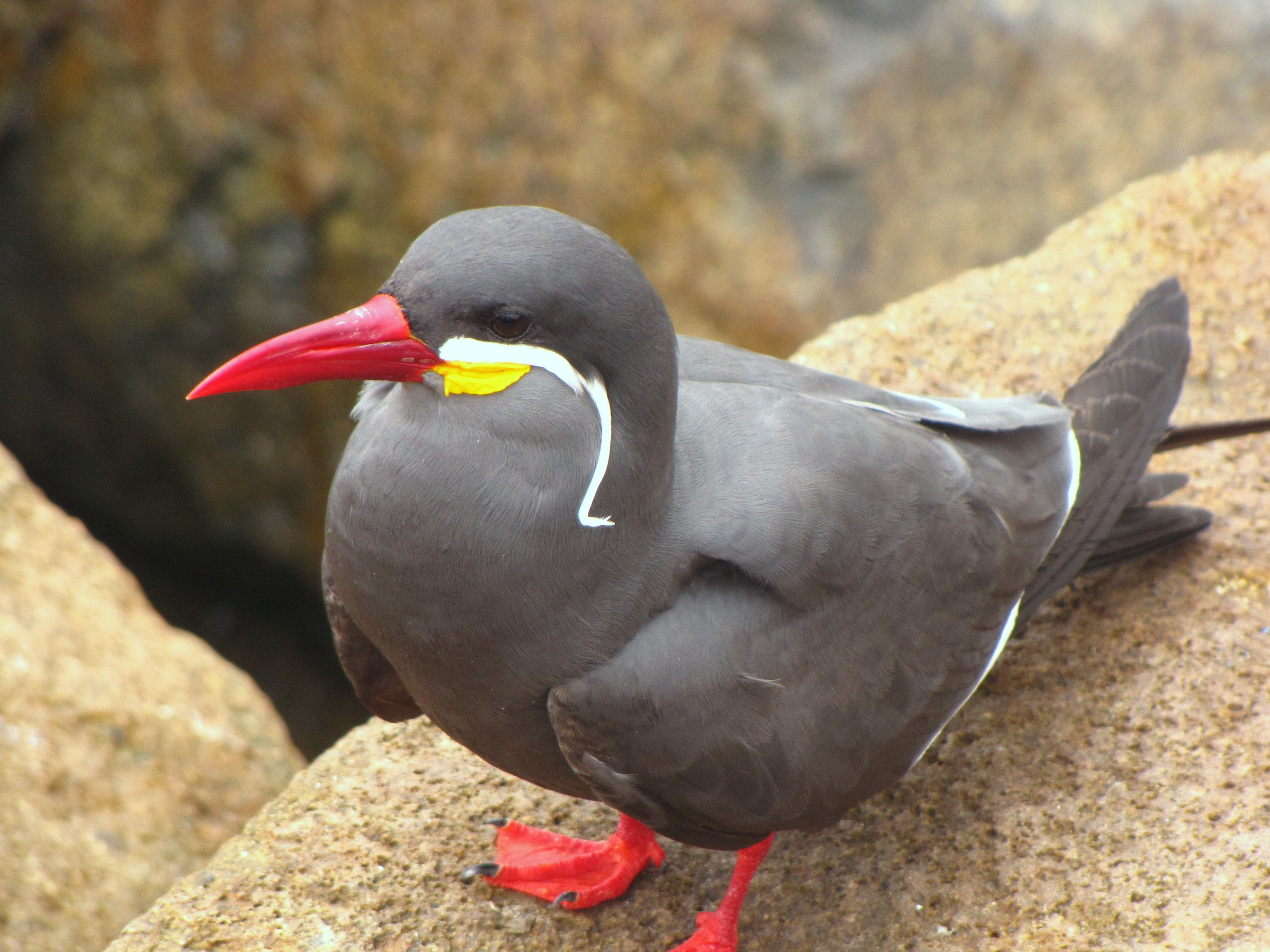
Inkaseeschwalbe
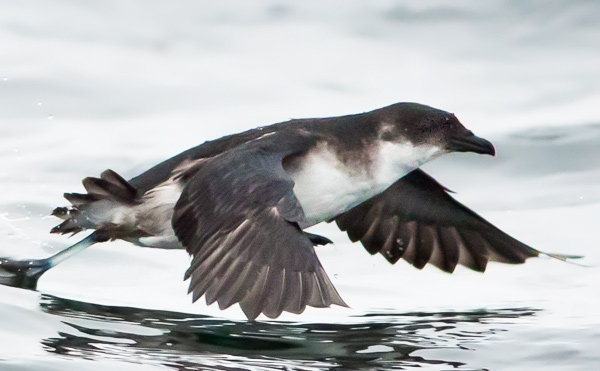
Garnot-Sturmvogel
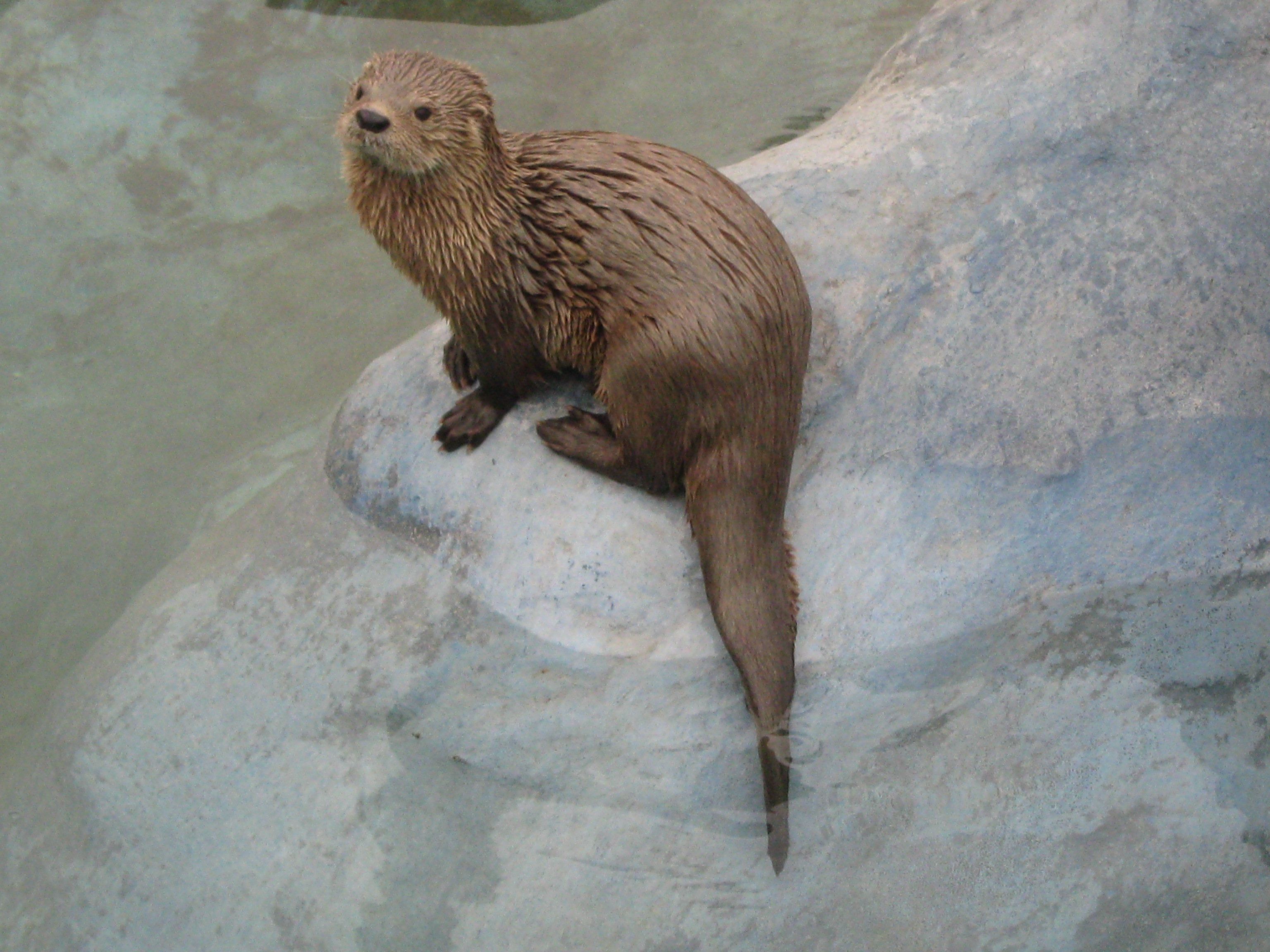
Küstenotter